# Magnis Ridge
Magnis Ridge ist ein felsiger Gebirgskamm im Australischen Antarktis-Territorium. In der Britannia Range des Transantarktischen Gebirges ragt er 2,5 km westlich des Derrick Peak auf und bildet die Wasserscheide zwischen dem Magnis Valley und dem Metaris Valley.
Eine geologische Mannschaft der University of Waikato, die in diesem Gebiet zwischen 1978 und 1979 tätig war, benannte ihn in Anlehnung an die Benennung des gleichnamigen Tals. Dessen Namensgeber ist das Kastell Magnis aus römischer Zeit in Northumbria.